# Katghora
Katghora es una ciudad de la India en el distrito de Korba, estado de Chhattisgarh.

## Geografía
Se encuentra a una altitud de 325 m s. n. m. a 193 km de la capital estatal, Raipur, en la zona horaria UTC +5:30.

## Demografía
Según estimación 2012 contaba con una población de 24 645 habitantes.